# Memoria de mis putas tristes
Memoria de mis putas tristes és una novel·la escrita pel premi Nobel colombià Gabriel García Márquez, publicada el 2004.

## Argument
L'obra narra, en primera persona, la història d'un ancià, antic cronista i crític musical que, en el seu norantè aniversari, decideix passar una nit d'amor boig amb una adolescent verge, de la qual s'enamora. Tanmateix, quan la veu dormint, no té valor de despertar-la.
La història va ser inspirada per la novel·la La casa de les belles dorments, del Premi Nobel japonès Yazunari Kawabata.
L'any 2011, el director de cinema Henning Carlsen rodà una versió cinematogràfica de la novel·la amb un títol homònim.